# Сорсо
Сорсо (італ. Sorso, сард. Sòssu) — муніципалітет в Італії, у регіоні Сардинія,  провінція Сассарі.
Сорсо розташоване на відстані близько 350 км на захід від Рима, 185 км на північ від Кальярі, 9 км на північ від Сассарі.
Населення — 14 693 особи (2014).

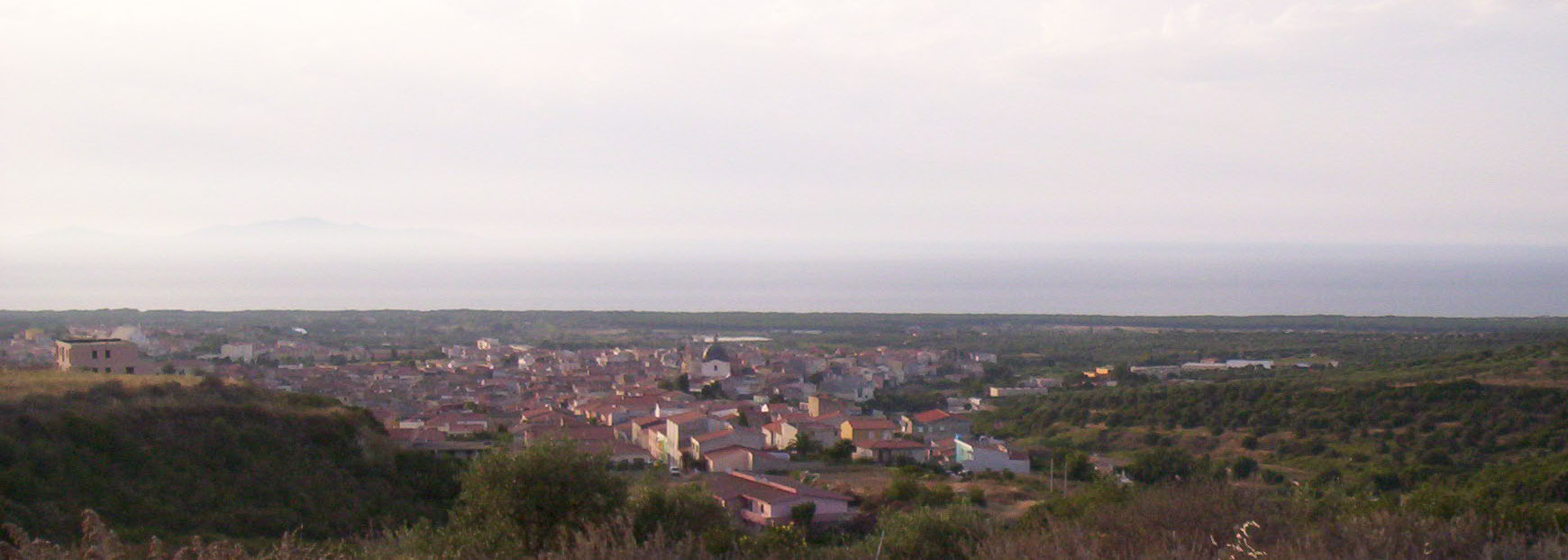

Щорічний фестиваль відбувається 27 липня. Покровитель — San Pantaleo.

## Демографія
Населення за роками:

Станом на 1 січня 2023 року в муніципалітеті офіційно проживав 381 іноземець з 62 країн, серед них 139 громадян країн Євросоюзу та 10 громадян України.

## Сусідні муніципалітети
- Кастельсардо
- Сассарі
- Сеннорі
- Тергу